# 後周代漢
後周代漢，即郭威灭汉、郭威篡漢，是五代史上最后一次王朝更迭。
950年後汉隐帝劉承祐誅殺顧命大臣，族滅樞密使郭威一家，郭威憤怒之下率军自驻地邺都南下，在刘子陂与劉承祐的部隊决战并获胜，劉承祐死於亂軍之中。
郭威一度改立劉贇為帝，但最後還是在士兵的黃旗加身擁戴之下取代後漢，建立后周。

## 背景
948年3月10日，后汉高祖刘知远病死，临死前将自己的儿子刘承祐托付给了苏逢吉、杨邠、史弘肇、郭威四人。当年5月14日，杨邠、郭威等人先后被授予要职。
在刘知远病重期间及病死之后，驻守永兴的趙思綰于当年3月8日、护国节度使兼中书令李守贞在西安于5月8日、驻守凤翔的王景崇于6月16日先后起兵造反。由于之前前去平叛的将领之间有矛盾，导致战事迟迟没有进展，8月11日，郭威受诏前去平叛。在听取了冯道的计策之后，郭威开始试图收揽军心。此后，郭威听取镇国节度使扈彦珂的建议，于当年9月，连同其他路平叛军进抵陕西。期间，郭威与士兵同甘共苦，彻底收揽了包括李守贞的老部下在内的全体禁军的军心，以至于9月28日，郭威率部开到李守贞所在城下的时候，面对自己的老上司，禁军们的士气依旧非常高涨。
949年7月30日，赵思绾被郭威等讨平。8月9日，李守贞被郭威讨平。12月，王景崇也被讨平。
9月22日，郭威率部返回大梁，婉拒了汉隐帝赏赐的物品。9月29日，四位顾命大臣之一的史弘肇兼任中书令，郭威兼任侍中。
11月，辽军南侵，骑兵抵达邺都以及贝州北部地区。当月，汉隐帝派遣郭威、王峻率领禁军前往前线御敌。
12月，听说后汉军队已经渡过黄河，辽军立刻撤退。当月4日，郭威军队开至邺都，王峻分兵前往镇州和定州。11日，郭威所部来到邢州。950年2月23日，郭威率部从边疆地区返回。
950年4月，郭威被朝廷派往北部边境驻守，任命为邺都留守、天雄节度使，仍旧保有之前的枢密使职务。5月22日，郭威启程前往邺都。
汉隐帝的四位顾命大臣当中，杨邠管理政治，郭威掌管军队，史弘肇負責宮廷安全，此外还有不是顾命大臣的王章掌管税赋。杨邠不屯私财，经常会把客人来送的礼物上缴国库。在史弘肇管理下，京城的治安良好。而掌管财政的王章则向国库内大肆聚敛，历来不喜欢文臣的他把大笔的财政预算全都拨给了军队。皇帝的侍从们干预政事，太后的亲戚也来求官，被杨邠全部制止。太后有一個老友的孩子来找史弘肇要一个军官的職位，史弘肇居然怒而斩之。
很受汉隐帝宠信的太后的弟弟李业，此前是武德使，他想趁宣徽使空出来的时候把这个职务揽到手。这个想法收到了汉隐帝和李太后的支持，结果被杨邠和史弘肇阻止，最终不了了之。按照递补顺序，内客省使阎晋卿应该担任宣徽使，但也久久没有到任。枢密承旨聂文进、飞龙使后匡赞、翰林茶酒使郭允明等人都受到了汉隐帝的宠信，但很长时间没有升官，也就对顾命大臣们颇有怨言。刘铢从青州返回朝廷，但也很长时间没有封官，经常表示想把执政的顾命大臣们杀掉。
汉隐帝刚刚结束三年丧期，开始大听音乐，并赏赐给伶人们锦袍、玉带。被赏赐的伶人来到史弘肇的官邸拜谢，结果被史弘肇以“士卒们边疆出生入死都没有得到这些东西，你们这些唱戏的有什么资格”为由把赏赐全部夺走上缴国库。此外，顾命大臣们干涉的范围扩展到了汉隐帝的册立皇后的问题上。不服管教的汉隐帝在听信了聂文进等人的谗言之后，准备处理掉这群顾命大臣。这一行动遭到李太后的反对，但是汉隐帝完全没有听进去。12月23日，阎晋卿在得知汉隐帝的计划之后，认为这个计划根本行不通，于是就准备向史弘肇告密，但是史弘肇没有见他。

## 经过

### 顾命大臣被杀
950年12月24日早晨，杨邠、史弘肇、王章上朝进入广政殿，周围突然冲出几十名士兵，将三人当场杀害。聂文进随即在崇元殿向其他大臣宣布，“杨邠等人谋反，已经伏诛，大家一起庆贺吧！”随即汉隐帝又把各位将领召见至万岁殿大厅，对他们说道：“杨邠一直拿我当个孩子，现在我是你们的皇帝了，你们就不用担心别的事情烦扰你们了！”随即汉隐帝又召见了前节度使们和刺史们，并派人杀光了杨邠等人的亲戚、党羽、仆从。
步军都指挥使王殷早先一直受到史弘肇的优待，史弘肇死后，皇帝派供奉官孟业带着诏书直奔澶州和邺都，并命令镇宁节度使李洪义杀掉王殷，又命令邺都行营马军都指挥使郭崇威杀掉郭威和王峻。随后，汉隐帝又急诏征天平军节度使高行周、平卢节度使符彦卿、永兴节度使郭从义、泰宁节度使慕容彦超、匡国节度使薛怀让、郑州防御使吴虔裕、陈州刺史李谷入朝。汉隐帝同时任命苏逢吉执掌政治、刘铢执掌开封府，是为马军都指挥使李洪建担任侍卫同事，阎晋卿担任侍卫马军都指挥使。
当时朝廷内外一片惊愕，苏逢吉虽然和史弘肇关系并不好，但是也没有预料到李业等人的行动。他私下说，“这次行动太仓促了，多问我一句，都不至于变成现在的样子。”李业让刘铢杀光郭威和王峻的家人，刘铢不仅照办，而且连婴儿與幼童都没有放过。李业同时让李洪建杀光王殷的家人，但是李洪建并没有照做，王殷的家人的生活秩序也没有被扰乱。

### 郭威南伐
950年12月25日，孟业赶到了澶州。李洪义担心王殷已经知道大梁发生的事情之后报复他，于是就把孟业交给了王殷。王殷囚禁了孟业，让副使陈光穗带着信件前去找郭威。郭威找来了枢密使魏仁浦商量对策，并在随后召见了郭崇威、曹威等将领，告知了杨邠等人的冤死事件经过，所有将领都感到非常震惊，并一致認為是汉隐帝身边的某些大臣搞的鬼。翰林天文赵修劝郭威南伐，“清理掉皇上身边的小人”，郭威于是留下养子柴荣镇守邺都，自己率领大军于12月26日奔赴大梁。
汉隐帝得知郭威率军南下之后，和大臣们讨论发兵反击的事宜。前任开封尹侯益建议称将郭威的家人放到城墙上招降郭威，郭威会不战而降。但是这个计策被慕容彦超讥讽为“懦夫的计策”。汉隐帝于是派遣侯益与阎晋卿、吴虔裕、前保大节度使张彦超等人率领禁军赶赴澶州。
27日，郭威所部抵达澶州，李洪义开门迎接。王殷率领自己的部队跟着郭威所部一起渡过黄河。汉隐帝派遣太监鸗脱窥探郭威部队，被郭威抓获，并将一份奏折塞进了鸗脱的衣领里，让他回去转告汉隐帝，说“是我的部下不想杀我，陛下您身边有小人给您进献谗言，然后逼着我南伐。我求死不得，场面已经不归我控制。我过几天就会亲自请罪，如果我有罪，怎么可以逃过刑罚！但是如果有人在陛下面前污蔑我，那么希望陛下能够将那个人带到我的军阵之前杀掉，从而抚平军心，我就会立刻率军返回邺都。”
12月28日，郭威军抵达滑州。29日，滑州守将、义成节度使宋延渥出城投降。郭威将滑州的国库内的物品全部取出分发给将士，并且成功地进行了战前动员。王峻同时许诺，军队开进大梁城时，所有士兵大抢十天，军队士气瞬间高涨。
12月29日，鸗脱返回大梁。先前汉隐帝打算亲征澶州，在得知郭威已经渡过黄河之后就打消了这个念头。汉隐帝此时非常后悔，曾私下里对窦贞固说“当初行事太草率了”。李业请求汉隐帝将府库打开，钱财用来赏赐士兵，得到批准后，禁军每人得钱二十缗，属军得钱十缗，家里有人在郭威军中的直接把钱给到他的家人手上，并让他们的家人写信诱降。
12月30日，郭威军抵达封丘，朝廷上下一片恐慌。慕容彦超自恃骁勇，自荐声称可以抵挡郭威军，但在随后得知郭威所部将领名字后也开始害怕起来。于是汉隐帝再次派遣军队抵挡郭威军，其中左神武统军袁嶬、前威胜节度使刘重进率领禁军其余部队前去与侯益部会合，慕容彦超率军驻扎于七里店。

### 刘子陂之战
950年12月31日，郭威军与后汉军在刘子陂相遇。汉隐帝打算前往军中劳军，遭到了李太后的反对，太后破口大骂，認為是朝廷逼迫郭威造反，要皇帝向郭威示好，不要輕易行動。但是这并没能拦住汉隐帝。当时郭威军士气高涨，太后叮嘱聂文进，让他随时保护好汉隐帝的安全，但聂文进却不以为然。一直到当天傍晚，双方没有任何交战，汉隐帝回到住所。慕容彦超见状，再次大放厥词，声称获得胜利是一件轻而易举的事情。
951年1月1日，汉隐帝还打算出去劳军，李太后费盡力气都没能拦住。双方列阵之后，郭威告诫部下，只是來清君側的，不许伤害汉隐帝，不要轻举妄动。一段时间之后，慕容彦超率领轻骑兵出击，郭崇威和前博州刺史李荣率领骑兵拦截。慕容彦超在战斗中从马上摔了下来，差点被俘虏。慕容彦超带着残兵撤退，领出去的士兵战死一百多人，后汉军士气大减，纷纷开始向郭威投降。侯益、吴虔裕、张彦超、袁嶬、刘重进也都偷偷派使者与郭威商谈投降事宜，被郭威都轰了回去。郭威让宋延渥返回后汉军阵地，去劝说汉隐帝来郭威军军营劳军，但是宋延渥来到后汉军军营前，看到里面乱作一团，害怕得退了回去。到了当天傍晚，后汉军的一多半兵力都跑到了郭威军军营里。慕容彦超及其部下十几人逃到了兖州。当天晚上，整个后汉军营只剩下了住在七里寨的汉隐帝和三个宰相、从属官员几十人，其余人全部溃散。

### 汉隐帝被弑
1月2日早晨，郭威看见高坡上的后汉皇帝旗帜，于是脱去盔甲，下马赶了过去，结果只看到了一个空空荡荡的军营。汉隐帝骑马就快要返回宫殿的时候，没有被原先委派驻守大梁的刘铢认出来，刘铢以“不可能没有其他的部下”为由，让守城士兵射杀了皇帝身边的几个随从。汉隐帝只得逃往他处，进入西北方向的赵村时，追兵已到。郭威的下属们把藏进民宅的汉隐帝揪出来，没过多久汉隐帝就死在了乱兵之中（一作郭允明所杀）。跟随汉隐帝的苏逢吉、阎晋卿、郭允明等人全部自杀；聂文进企图逃跑，被追兵当场砍死；李业逃往陕州，後匡赞奔往兖州。郭威听到汉隐帝被杀之后痛哭失声，旋即率军返回大梁城，在试图从宣化门返回的时候，被刘铢所部射箭阻挡。郭威随即率军从迎春门进城，随即返回自己家中，并派遣随行的曹州防御使何福进把守明德门。根据之前的约定，郭威所部进入大梁城后四处劫掠，城中火光四起。士兵们劫掠了前义成节度使白再荣的家，并杀掉了白再荣；吏部侍郎张允的家同样被劫掠一空，张允最终被冻死。郭威军的劫掠行为受到了后汉右千牛卫大将军赵凤的阻止，城中一些地区得以保存。
1月3日，郭威捕获了刘铢和李洪建，并将二人囚禁了起来。当日，郭威听从了王殷和郭崇威的建议，停止了部下的劫掠行动。。
当天，窦贞固和苏禹珪从七里寨逃回大梁，由于二人并没有参加此次的动乱，所以他们在被郭威找到之后随即官复原职。有人建议按照曹魏高贵乡公曹髦的例子来安葬汉隐帝，郭威没有采纳。太师冯道拜见郭威，双方像往日那样相互行礼。

### 黄旗加身
1月4日，郭威率领群臣百官拜见太后，提议立嗣。太后下诰令百官在高祖弟河东节度使刘崇、忠武节度使刘信和隐帝的兄弟武宁节度使刘赟、开封府尹刘勋中选择新君。其中刘赟是刘崇的嫡长子，高祖养以为子。太后提议立刘赟为嗣。郭威和王峻在万岁宫觐见李太后，请改立刘勋为嗣，被太后以刘勋有病在身为由拒绝。郭威等人不信，太后让人把刘勋用卧榻抬了出来，众人才信服。于是郭威和王峻等人策划立刘赟为皇帝的相关事宜。1月6日，郭威率百官，上表请刘赟继承皇位，太后责令有关官员准备此事。郭威让冯道、枢密直学士王度、秘书监赵上交前往徐州奉迎刘赟。
刘崇原本在得知隐帝死讯后有意率军前往开封争夺帝位，但得知自己的儿子将被拥立，就按兵不动。
1月7日，郭威率百官进言，皇帝登基后，请太后临朝听政。
1月9日，太后开始临朝听政，任命王峻为枢密使，袁嶬为宣徽院南使，王殷为侍卫马步军都指挥使，郭崇威为侍卫马军都指挥使，曹威为侍卫步军都指挥使，陈州刺史李谷权判三司。
刘铢、李洪建及其党羽在闹市被斩首，二人的家人被郭威以“刘铢滅族我家，我又杀他全家，冤冤相報何時了”为由全部赦免。王殷多次为李洪建请求免死，郭威不听。後匡赞跑到兖州，被慕容彦超抓住送回大梁。李业跑到陕州，他的哥哥、保义节度使李洪信都不敢窝藏他。李业转而跑向晋阳，途经绛州的时候，被当地强盗杀死，身上钱财被劫掠一空。
当天，镇州、邢州传回消息，辽世宗率领万人大军南侵，借助后汉军中叛徒的帮助攻下了内丘城，内丘城遭到屠城，几天后饶阳城也被攻陷。李太后下令让郭威率军阻击辽军，政事委任窦贞固、苏禹珪、王峻三人操办，军事交给王殷。
1月11日，郭威率军从大梁出发，1月29日，郭威所部抵达黄河边，郭威率众渡过黄河，在澶州安营。1月30日早晨，军队正要出发，突然有数千官兵开始骚动。郭威命令关闭营门，骚动的将士们翻屋而入，撕黄旗披在郭威身上，全体将士对着郭威高呼万岁，军队也转而向南开进。郭威于是向李太后上书，请求供奉后汉皇室宗庙，将李太后当做母亲一样侍奉。
2月2日，郭威军进入韦城，郭威下诏书抚慰大梁的官兵和百姓，并且要求士兵不要有任何的劫掠行为。
2月4日，郭威军来到七里店，窦贞固率领群臣百官前来迎接，并且劝郭威称帝。当天郭威在皋门村安营。
此时的刘赟已经来到了宋州，王峻和王殷听说郭威军在澶州的事情后，立刻派郭崇威率领七百名骑兵前去拦截刘赟，并且派遣前申州刺史马铎前往许州巡防。郭崇威突然出现在宋州，这让刘赟大吃一惊。刘赟连忙跑到城楼上质问郭崇威，郭崇威回应说“澶州发生军变，郭威让我来这里给您当护卫。”刘赟让郭崇威进城，郭崇威怕有诈，不敢进去。经过冯道劝说之后，郭崇威才来到城楼上与刘赟会面。会面中，郭崇威向刘赟传达了郭威的旨意。没过多久，郭崇威撤出来，刘赟的部下董裔让刘赟指使身边的部将张令超率军立刻清理掉郭崇威的部队，刘赟犹豫不决，最终也没有采纳。当天晚上，张令超带着刘赟身边几乎所有的部队，跟着郭崇威出了城，刘赟大为恐惧。
郭威给刘赟写了一封信，信中说是军队强行让他当皇帝的，现在先让冯道回来，留着赵上交和王度继续在刘赟身边。冯道随后离开，刘赟的部下贾贞想要杀掉冯道，被刘赟拦住了。没过多久，刘赟一行被请出了城，贾贞和董裔就随即被郭崇威杀掉。
2月5日，李太后下令，将刘赟废为湘阴公。2月12日，郭威正式登基，后汉灭亡，后周建立。

## 影響
郭威灭汉導致後漢滅亡，及五代最後的一個王朝——後周的建立。
不过，郭威灭汉及之后杀死刘赟也致使刘崇在得知刘赟死讯后称帝建立北漢正式代替後漢，使中國北方增加一个割据政权，且北汉与契丹联合，使契丹勢力得以进入中原範圍。郭威灭汉也象徵五代十國踏入一個新的階段，但後周作为中原政权同時要面對南北外患的局面。後周因此更需要通過南征北伐鞏固政权，這亦為未來宋朝的統一奠下基礎。